# Begrüßungsgeld

Auszahlungsschein 1989 der Berliner Bank – Vorder- und Rückseite

Das Begrüßungsgeld war eine Unterstützung, die in der Bundesrepublik Deutschland jedem einreisenden Bürger der Deutschen Demokratischen Republik sowie der damaligen Volksrepublik Polen, soweit eine deutsche Abstammung nachgewiesen werden konnte, aus Mitteln des Bundeshaushaltes gewährt wurde. Es wurde 1970 in Höhe von 30 Deutschen Mark (DM) eingeführt und konnte zweimal im Jahr in Anspruch genommen werden. 1988 wurde es auf 100 DM erhöht, jedoch auf eine einmalige jährliche Inanspruchnahme beschränkt. Besondere politische und wirtschaftliche Bedeutung erlangte das Begrüßungsgeld infolge der Öffnung der innerdeutschen Grenze am 9. November 1989.

## Politischer Anlass

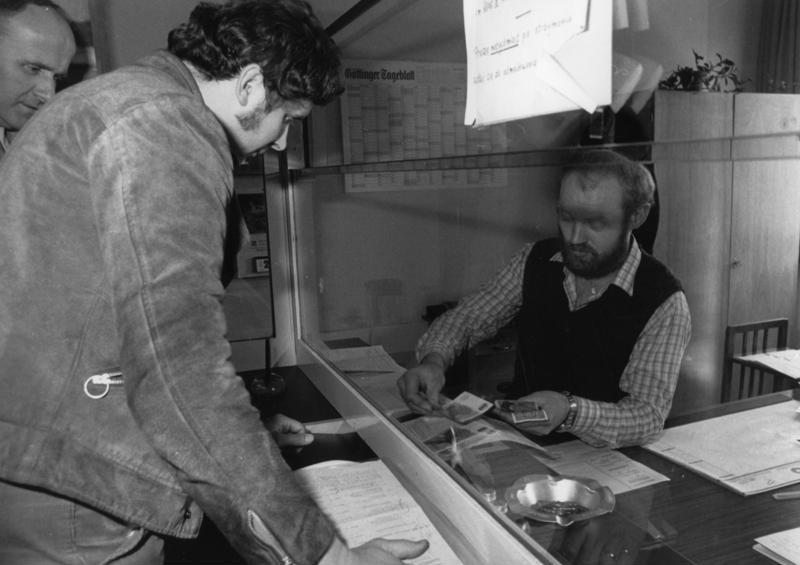
Ausgabe des Begrüßungsgeldes im Lager Friedland im Mai 1982

Nach der Errichtung der Berliner Mauer am 13. August 1961 war die Grenze der DDR zur Bundesrepublik Deutschland endgültig geschlossen und der Flüchtlingsstrom in den Westen wurde entschieden eingedämmt. Besucher aus der DDR konnten nur noch aufgrund einer besonderen Ausreiseerlaubnis in den Westen gelangen, die indessen äußerst selten erteilt wurde. Aufgrund der unter der Kanzlerschaft von Willy Brandt ab 1969 abgeschlossenen Ostverträge ergaben sich auch Reiseerleichterungen für Bewohner der DDR, die vor allem Rentnern einen Besuch in der Bundesrepublik ermöglichten. Den Ausreisenden wurde aber nur erlaubt, 70 Mark der DDR mitzunehmen. Um die Bedingungen der Einreise der Besucher aus der DDR zu verbessern, führte die Bundesregierung ab 1970 die Zahlung eines Begrüßungsgeldes in Höhe von 30 DM ein, das jedem Besucher gegen Vorlage seiner Identifikationspapiere ausgezahlt wurde. Bis 1984 kamen jährlich 40.000 bis 60.000 Besucher in den Genuss des Begrüßungsgeldes, ab 1985 stieg deren Anzahl aufgrund der vereinbarten Ausweitung der Besuchsberechtigungen stark und erreichte 1987 1,3 Millionen. Am 26. August 1987 beschloss die Bundesregierung, das Begrüßungsgeld auf 100 DM zu erhöhen, jedoch gleichzeitig auf eine einmalige Auszahlung pro Person und Jahr zu beschränken. Die DDR hatte ab 1. Juli den erlaubten Umtausch für ihre in den Westen reisenden Bürger von 70 auf 15 Mark gekürzt (die 1:1 in DM umgetauscht werden konnten), was durch die Erhöhung des Begrüßungsgeldes wettgemacht werden sollte. 1988 wurden insgesamt 260 Millionen DM als Begrüßungsgeld ausgezahlt, auch für 1989 sah der Haushalt diese Summe vor.

## Verfahren
Das Begrüßungsgeld wurde gegen Vorlage des Personalausweises oder des Reisepasses in der Bundesrepublik bei den Stadt- und Gemeindeverwaltungen beantragt und dort oder in örtlichen Banken und Sparkassen ausgezahlt. Die Auszahlung wurde in den Papieren vermerkt, um eine unzulässige wiederholte Inanspruchnahme zu vermeiden. Diese Regelung konnte durch Verlustmeldung und Neubeantragung der Ausweisdokumente umgangen werden.

## Nach dem Mauerfall

### Modalitäten und Umsetzung

Der Erhalt des Begrüßungsgeldes wurde im DDR-Personalausweis vermerkt. Auf der rechten Seite sind die beiden Auszahlungen zu sehen: einmal die 100 DM und dann die 40 DM, die Bayern ein zweites Mal zahlte.

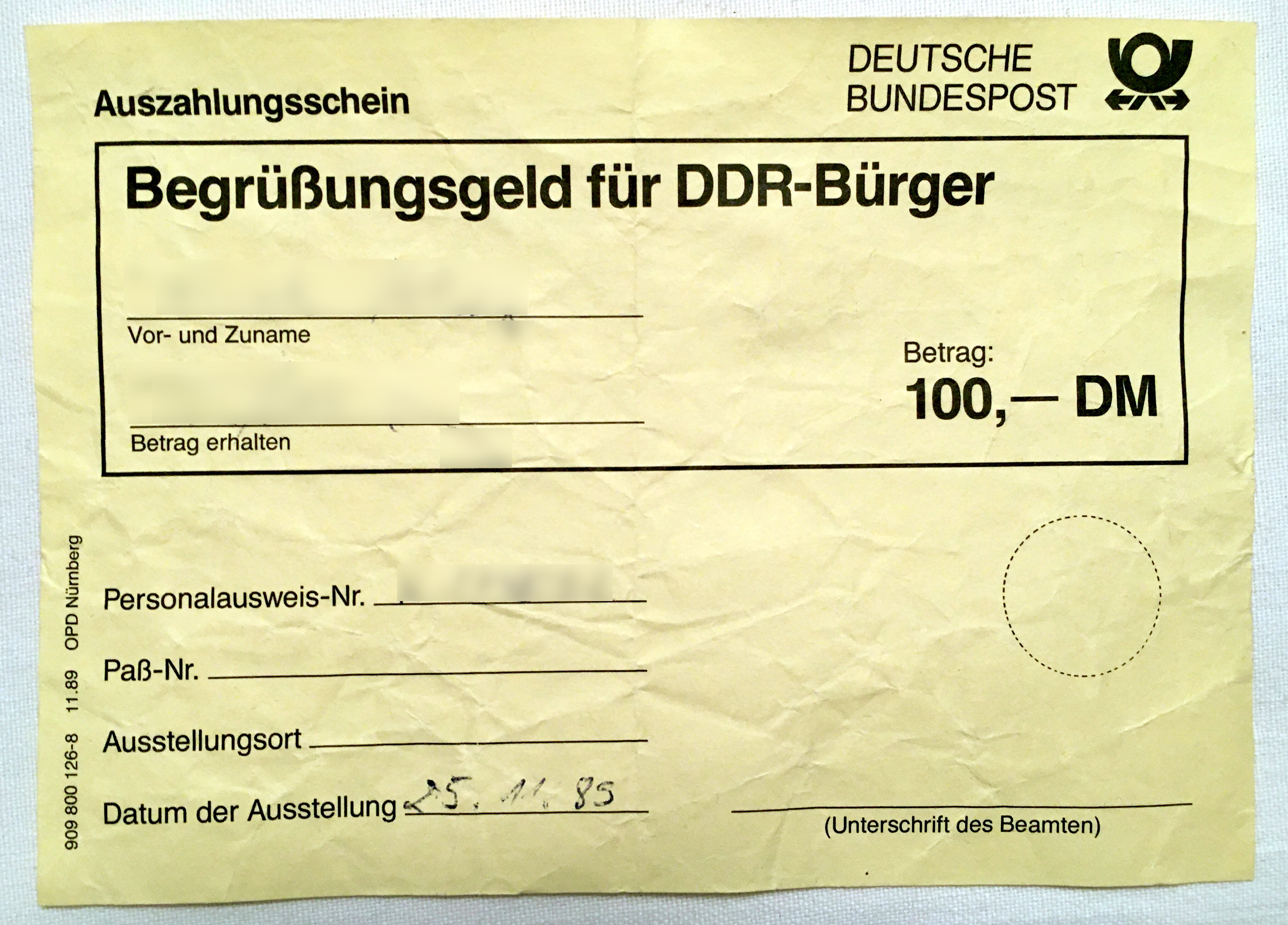
Formular der Deutschen Bundespost „Begrüßungsgeld für DDR-Bürger“ 1989

Die Auszahlung des Begrüßungsgeldes war ursprünglich nur auf die geringeren Besucherzahlen ausgerichtet, die sich durch die von der DDR für ihre Bürger weitgehend eingeschränkte Reisefreiheit ergaben, hatte sich aber den seit 1985 stark angestiegenen Besucherzahlen angepasst.
Als nach dem Mauerfall alle DDR-Bürger in die Bundesrepublik und nach West-Berlin reisen konnten, führte dies zu erheblichen logistischen Problemen. Es kam kurzzeitig zu chaotischen Szenen, so am ersten Montag nach der Maueröffnung vor der Sparkasse in der Badstraße in Berlin-Gesundbrunnen, am Moritzplatz in Berlin-Kreuzberg oder am Zoologischen Garten in Berlin-Tiergarten, als jeweils bis zu 10.000 DDR-Bürger gleichzeitig vor den Auszahlungsstellen Schlange standen, der Verkehr total zusammenbrach und Polizei, Feuerwehr und Rettungsdienste auffuhren, um die Lage unter Kontrolle zu bringen.
Noch in der Nacht zum 10. November ordnete der Regierende Bürgermeister von Berlin Walter Momper die Auszahlung des Begrüßungsgeldes durch Banken und Sparkassen an, die ihre Geschäftsstellen sogar während der Nacht offenhielten. Die Auszahlungsweise durch Banken und Sparkassen wurde in den nachfolgenden Tagen in der gesamten Bundesrepublik übernommen. Die Auszahlungsvoraussetzungen wurden vereinfacht und beschränkten sich auf die bloße Vorlage eines Personalausweises oder Passes, wiederholte Inanspruchnahmen waren kaum mehr kontrollierbar.
Bis zum 11. November hatten bereits mehr als drei Millionen Bewohner der DDR den Westen besucht. Die DDR stellte zwischen dem 9. und 13. November 4,5 Millionen Visa zum Besuch von West-Berlin und der Bundesrepublik Deutschland aus. Bis zum 20. November waren elf Millionen Besucher aus der DDR gekommen.
Einige Bundesländer, wie Bayern, das eine Erhöhung von 40 DM je Person gewährte, und Kommunen, wie München, zahlten noch Zuschläge zum Begrüßungsgeld, was das Reiseverhalten der DDR-Bürger vermutlich beeinflusste.
Die Zahlung des Begrüßungsgeldes wurde am Freitag, den 29. Dezember 1989 eingestellt und durch den zwischen der Bundesrepublik und dem Ministerrat der DDR vereinbarten Devisenfonds, in den beide Staaten einzahlten, ersetzt. Aus ihm konnte jeder DDR-Bürger 100 DDR-Mark im Verhältnis 1:1, was sehr viele auch nutzten, und weitere 500 DDR-Mark im Verhältnis 1:5 in D-Mark umtauschen. Insgesamt also 200 D-Mark.

### Gesamthöhe der Zahlungen
Allein in den ersten drei Wochen nach dem Mauerfall zahlte die Bundesrepublik das Begrüßungsgeld 18 Millionen Besuchern aus. Bei einem Gespräch vom 3. Dezember 1989 in Brüssel bezifferte Bundeskanzler Helmut Kohl dem amerikanischen Präsidenten George Bush die seit Öffnung der Grenzen gezahlte Gesamtsumme der Begrüßungsgelder auf 1,8 Milliarden DM. Eigenartigerweise beruhen die meisten anderen veröffentlichten Zahlen auf bloßen Schätzungen. Im Zusammenhang mit dem zum 1. Januar 1990 in Kraft getretenen Devisenfonds ließ die Bundesregierung erklären, in diesen Fonds flössen auch 1,4 Milliarden DM ein, mit denen man anderenfalls als Zahlungen an Begrüßungsgeld im Jahr 1990 rechnen müsse, Bundesminister Rudolf Seiters bezifferte die erwarteten Aufwendungen für das Begrüßungsgeld bei einem Gespräch mit dem Staatsratsvorsitzenden Egon Krenz am 20. November 1989 mit 1,6 Milliarden DM. Dies ist weniger, als Kohl allein für die ersten drei Wochen seit Öffnung der Grenzen angegeben hat. Angesichts des auch im Dezember 1989 ungebrochenen Besucherstroms ist davon auszugehen, dass in diesem Monat in etwa noch einmal der gleiche Betrag wie im November angefallen ist. Es ist daher von insgesamt drei bis vier Milliarden DM auszugehen, die im November und Dezember 1989 als Begrüßungsgeld ausgezahlt wurden.

### Wirtschaftliche Bedeutung für die Bürger der DDR
Bis 1987 mussten für 1 DM durchschnittlich 4 Mark der DDR gezahlt werden, 1988 stieg dann das Umtauschverhältnis auf dem freien Markt bereits auf 1:10 an und erreichte nach dem Wegfall der Grenzen schließlich 1:20. Damit erlangte das Begrüßungsgeld über den unmittelbaren Zweck einer Einladung, im Westen Konsumwaren einzukaufen, hinaus auch eine finanzielle Bedeutung, die Bundeskanzler Kohl in seinem Gespräch vom 3. Dezember 1989 US-Präsident Bush wie folgt aufzeigte:

„Eine vordringliche Frage ist die Ersetzung des Begrüßungsgeldes. Die Zahlungen an die DDR-Bewohner, die in die Bundesrepublik zu Besuch kommen, belaufen sich jetzt bereits auf ca. 1,8 Milliarden DM. So kann es nicht weitergehen. Das Begrüßungsgeld ist zu einem Zeitpunkt eingeführt worden, als nur Rentner in die Bundesrepublik reisen durften. Wenn jetzt z.B. ein Ehepaar mit drei Kindern in den Westen reist, erhält es 500 DM Begrüßungsgeld. Wenn es für 200 DM Ware bei uns kauft und 300 DM zum Kurs von 1:20 wieder in Mark der DDR umtauscht, bringt es von dieser Reise noch praktisch 6 Durchschnittsgehälter mit zurück… Am 31. Dezember 1989 wird die Zahlung des Begrüßungsgeldes eingestellt.“

Dies zeigt, dass das Begrüßungsgeld für die Besucher aus der DDR von weitaus größerer wirtschaftlicher Bedeutung war, als aus der Sicht der es als eine Art Gastgeschenk gewährenden Bundesrepublik ursprünglich angenommen. Befragungen aus den ersten Tagen der Grenzeröffnung ergaben, dass das Begrüßungsgeld unverzüglich in Lebensmittel wie Kaffee, Schokolade und Südfrüchte umgesetzt wurde.

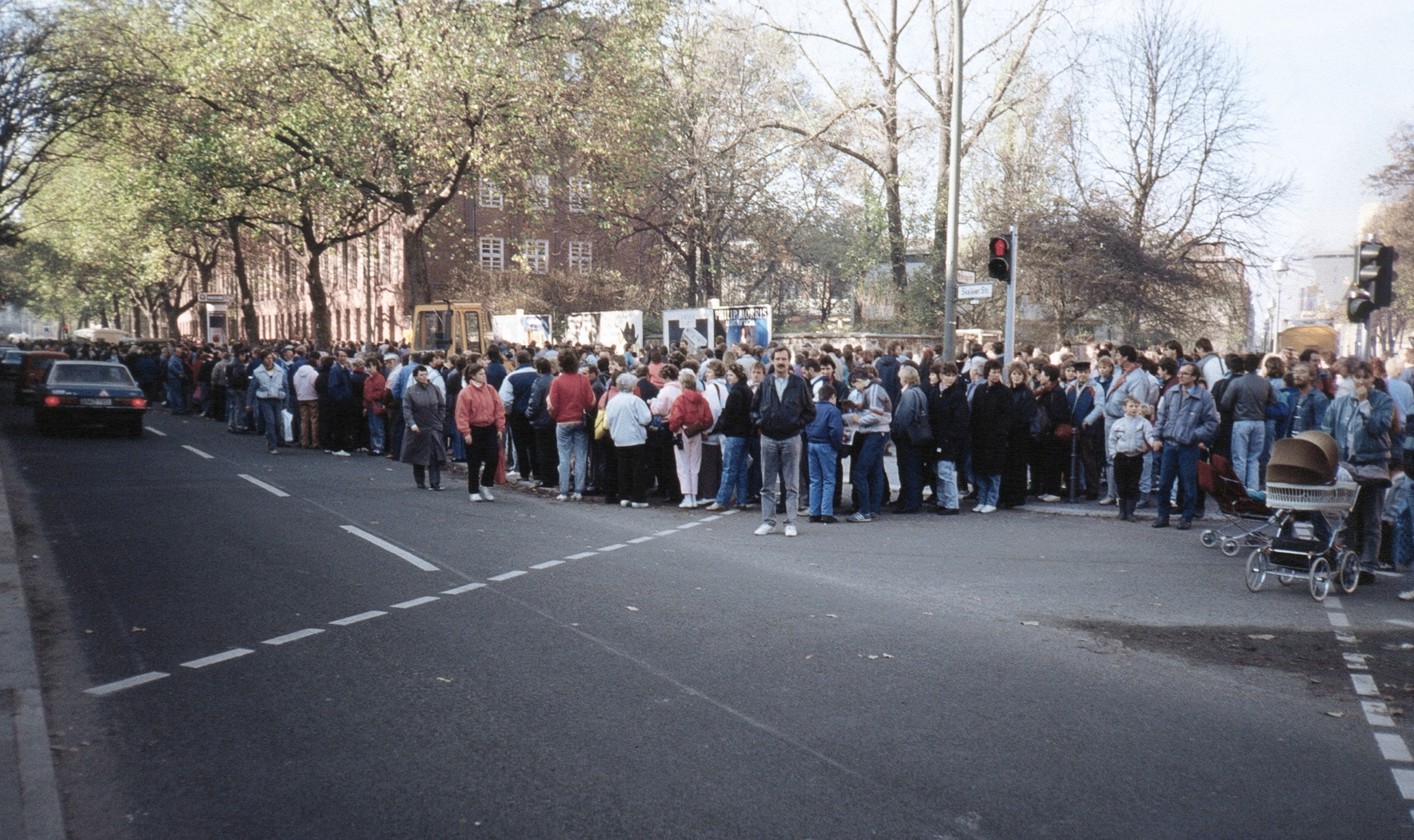
DDR-Bürger beim Schlangestehen für das Begrüßungsgeld am Postamt Berlin 36, 11. November 1989

### Politische Bedeutung
Die politische Bedeutung und Auswirkungen der Zahlungen des Begrüßungsgeldes nach der Öffnung der Grenzen sind umstritten. Während die einen so weit gehen, zu beklagen, die DDR-Bürger hätten gar ihre Ordnung gegen Geld verkauft, weisen andere darauf hin, dass in der heutigen Zeit bei Änderungen und Übergängen in Staat und Gesellschaft die Fragen des wirtschaftlichen Wohlergehens, von Einkommen, Ersparnissen und des Konsums, des Handels und der Volkswirtschaft weitaus mehr Bedeutung erlangen als solche der Souveränität und der politischen Dogmatik.

#### Ziel Wiedervereinigung
Mit der Öffnung der Grenzen zum Westen hin änderten sich die politischen Zielsetzungen der Mehrheit der Bevölkerung der DDR. Die Anzahl der Teilnehmer an den Montagsdemonstrationen, die etwa noch am 6. November in Leipzig mit knapp 500.000 ihren Höchststand erreicht hatte, ging bis zum Ende Dezember auf etwa 150.000 zurück. Die ursprünglich auf eine Verbesserung von Staat und Sozialismus zielenden Forderungen richteten sich nun auf eine Angleichung an die im Westen bestehenden Lebensverhältnisse, der Ruf Wir sind das Volk wurde immer mehr durch den auch Westdeutschland mit einbeziehenden Ruf Wir sind ein Volk ersetzt. Der Wunsch nach wirtschaftlichen Verbesserungen wurde zu einer wesentlichen Triebfeder auf dem Weg zur Wiedervereinigung. Es geschah, was einige die Wende der Wende nannten. Viele, die den Westen besucht hatten, fühlten sich als von der eigenen Regierung betrogen. Jedoch noch im Dezember 1989 gab es keine Mehrheit in der DDR für die Wiedervereinigung, nur 27 Prozent waren dafür, 89 Prozent indessen forderten Reformen der DDR. Nach einer anderen am 17. Dezember 1989 durchgeführten Befragung sprachen sich 73 Prozent für eine souveräne DDR aus und 71 Prozent unterstützten den Sozialismus, jedoch wünschten sich 39 Prozent bereits ein westliches Wirtschaftssystem. Doch die Stimmung änderte sich zusehends. Am 6. Februar 1990 bot Bundeskanzler Kohl den Ersatz der DDR-Mark durch die DM an und bei der Volkskammerwahl vom 18. März 1990 erhielten die eine Wiedervereinigung ablehnenden Parteien nur noch weniger als 25 Prozent der Stimmen, die zum Runden Tisch eingeladenen Parteien und Bewegungen, die als Träger der frühen Montagsdemonstrationen angesehen werden müssen, nunmehr zum Bündnis 90 vereinigt, erzielten nur noch 2,9 Prozent der Stimmen. Die Öffnung zur Bundesrepublik und die bei ihren Besuchen gemachten eigenen Erfahrungen hatten ihre Wirkung nicht verfehlt.

#### Konsumorientierung und DDR-Politik
Das Begrüßungsgeld hatte zu einem Test des Konsumstandards der westdeutschen Wirtschaft eingeladen und eine große Zahl der DDR-Bewohner sind der Einladung gefolgt. Der Blick auf die westdeutsche Konsumlandschaft spielte in der politischen Realität der DDR stets eine besondere Rolle. Walter Ulbricht hatte in den fünfziger Jahren das kurzfristige Überholen der westdeutschen Konsumstandards angekündigt und, als dies ausblieb, 1959 den Siebenjahresplan des Friedens, des Wohlstands und des Glücks verkündet. Bei der Entmachtung Ulbrichts durch Erich Honecker spielte die Frage der Vernachlässigung der Konsuminteressen der Bevölkerung eine besondere Rolle. Honeckers Einheit der Sozial- und Wirtschaftspolitik zielte auf ein durch Zunahme sozialer Wohlfahrt und des Wohlstandes verstärktes Wirtschaftswachstum, der Kommunismus müsse eine Gesellschaft des Konsums und einen großzügigen Wohlfahrtsstaat fördern. Während seiner Ära nahmen die Konsumausgaben stark zu und waren fast doppelt so hoch wie die Investitionskosten, die Zuschüsse zu den Konsumausgaben versechsfachten sich von 1971 bis 1988. Tatsächlich aber wurde der Abstand zum Westen immer größer und durch die Vernachlässigung der Investitionen zugunsten des Konsums stiegen die Schulden stark an, deren Bedienung wiederum den Konsum einschränkte. Die Stasi führte bei den Gründen der Montagsdemonstrationen daher auch von Anbeginn die Unzufriedenheit der Demonstranten mit der Versorgungslage an. Dass somit nach Öffnung der Westgrenze und der Ermöglichung, den westdeutschen Konsumstandard zu testen, die Beurteilung der eigenen als misslich empfundenen Versorgungslage bei den politischen Entscheidungen der Bevölkerung zunehmend an Bedeutung gewann, erscheint daher als zwingend. Die DM wurde zum Symbol für den herbeigewünschten besseren Lebensstandard, was sich in Transparenten wie „Kommt die D-Mark, bleiben wir - kommt sie nicht, geh'n wir zu ihr!“ oder einer Demonstration vom 21. Januar 1990 am Grenzübergang Duderstadt-Worbis, wo etwa 20.000 Bewohner der DDR, ausgestattet mit Koffern für die Einführung der DM demonstrierten, äußerte, eine Symbolkraft, die durch das Begrüßungsgeld für kurze Zeit Realität erhalten hatte.

#### Rückzahlung
Rückzahlungen des Begrüßungsgeldes waren selten, aber möglich. Einem Bild-Reporter aus Stralsund, der im Dezember 1989 in Berlin 100 DM erhalten hatte, stand im Jahr 2014 der Weg offen, umgerechnet 51,13 Euro an den Finanzsenat zu überweisen.
1991 wurde ein Rentner aus Berlin-Friedrichshain, der sich sechsmal Begrüßungsgeld abholte, zur Rückzahlung von 500 DM und zu einer Geldstrafe von 750 DM verurteilt.